# Prima guerra del Congo
La Prima guerra del Congo fu un conflitto combattuto fra 1996 e 1997 da diverse nazioni centrafricane e che vide la fine del regime del generale Mobutu in Congo.

## Origini
Nel 1994, al termine dell'atroce genocidio del Ruanda, l'RPF (Fronte Patriottico Ruandese) di Paul Kagame assunse il controllo del Ruanda. Più di due milioni di persone di etnia Hutu si rifugiarono entro i confini dei paesi confinanti, in particolare nello Zaire (odierna Repubblica Democratica del Congo) governato da Mobutu, nella speranza di salvarsi dalle violenze delle milizie dell'etnia Tutsi, che, aiutate da Burundi e Uganda, erano decise a vendicarsi del genocidio subito dagli Hutu.
Nello Zaire, oltre ai rifugiati, si nascosero tuttavia numerosi guerriglieri Hutu che iniziarono a dare la caccia ai Tutsi di nazionalità congolese. I Tutsi congolesi (Banyamulenge), a quel punto, decisero di unirsi agli oppositori di Mobutu e, con il sostegno dell'Uganda e dell'Angola, formarono l'Alleanza delle Forze Democratiche per la Liberazione dello Zaire (AFDLC), guidata da Laurent-Désiré Kabila. Scoppiò, così, la prima guerra del Congo.

## Il conflitto (1996-1997)
Col supporto attivo di Ruanda, Uganda e Angola, l'esercito ribelle di Kabila calò lungo il corso del fiume Congo, incontrando soltanto una debole resistenza da parte del regime ormai in rovina di Mobutu. La maggior parte dei combattenti di Kabila era di etnia tutsi e molti avevano già combattuto nei conflitti nella regione dei Grandi Laghi. Lo stesso Kabila godeva di credibilità perché era stato per molto tempo avversario politico di Mobutu, essendo stato un seguace di Patrice Lumumba, il primo Presidente del Congo indipendente che fu assassinato nel 1961 ed estromesso dal potere da una combinazione delle forze interne ed esterne, sostituite da Mobutu nel 1965.
Kabila si era dichiarato marxista e ammiratore di Mao Zedong. Aveva guidato una ribellione armata nello Zaire orientale per quasi due decenni, sebbene, secondo l'opinione di Che Guevara sui primi anni di tale conflitto, non avesse un'ispirazione politica determinata. L'esercito di Kabila cominciò a muoversi lentamente verso ovest nel dicembre 1996, verso la conclusione della crisi dei rifugiati dei Grandi Laghi, prendendo il controllo delle città e delle miniere vicine al confine, consolidandone il controllo. Sono stati riportati dei massacri e delle repressioni brutali da parte dell'esercito ribelle.
Un ricercatore dei diritti dell'uomo dell'ONU ha pubblicato le dichiarazioni dei testimoni che sostengono che l'ADFLC di Kabila ha preso parte ai massacri e che quasi 60 000 civili sono stati uccisi dall'esercito che avanzava (ciò è stato negato energicamente dall'ADFLC). Roberto Garreton ha dichiarato che la sua ricerca a Goma ha fatto risultare dichiarazioni di scomparse, torture e omicidi. Citò Moese Nyarugabo, un assistente di Mobutu, che ha detto che uccisioni e sparizioni dovrebbero essere previste in tempo di guerra. Le forze armate di Kabila lanciarono un'offensiva nel mese di marzo del 1997 e chiesero la resa del governo.
Il 27 marzo i ribelli presero la città di Kasenga; il governo negò tuttavia il successo dei ribelli, iniziando una lunga serie di dichiarazioni false da parte del Ministro della Difesa riguardo all'andamento della guerra. Trattative furono proposte verso la fine di marzo; il 2 aprile venne insediato un nuovo Primo Ministro, Étienne Tshisekedi, rivale da lungo tempo di Mobutu. Kabila, che in questo momento controllava quasi un quarto del paese, ritenne questo fatto irrilevante ed avvertì Tshisekedi che non avrebbe preso parte ad un nuovo governo se lui avesse accettato la carica.
Durante il mese di aprile, l'ADFLC compì consistenti progressi lungo il corso del fiume, ed entro maggio arrivò alla periferia di Kinshasa. Il 16 maggio 1997 l'esercito multinazionale guidato da Kabila combatté per assicurarsi l'aeroporto di Lubumbashi, dopo il fallimento dei colloqui di pace e la fuga di Mobutu dal paese. Mobutu morì il 7 settembre 1997 in Marocco. 

### La vittoria di Kabila
Dopo essersi assicurato la vittoria, Kabila controllava così Kinshasa. Nello stesso 16 maggio si autoproclamò presidente ed immediatamente ordinò una violenta azione repressiva per ristabilire l'ordine.
Dopodiché cominciò un tentativo per riorganizzare la nazione. Kabila incontrò degli ostacoli notevoli a governare il paese, che aveva rinominato Repubblica Democratica del Congo (RDC). Oltre a tensioni politiche fra i vari gruppi per raggiungere il potere e al debito estero enorme, i suoi sostenitori stranieri si dimostrarono poco disposti ad andarsene come richiesto. La cospicua presenza rwandese nella capitale prese a sembrare troppo ingombrante agli occhi di molti congolesi, che cominciarono a vedere Kabila come una pedina delle potenze straniere.
Le tensioni raggiunsero livelli più alti il 14 luglio 1998, quando Kabila licenziò il suo capo del personale, il ruandese James Kabarebe, e lo sostituì con un nativo congolese, Celestin Kifwa, pensando di poter contare su una base politica congolese consolidata e di poter stabilire una certa distanza fra la sua amministrazione e le nazioni straniere che lo avevano posto al comando. 
Due settimane dopo ordinò a tutte le forze militari ugandesi e ruandesi di lasciare il paese. In ventiquattro ore i consiglieri militari rwandesi presenti a Kinshasa furono scacciati senza troppe cerimonie. La cosa allarmò soprattutto i Banyamulenge del Congo orientale, le cui tensioni con i gruppi etnici vicini erano state una delle cause della guerra, e che erano all'epoca uno degli strumenti con cui il Ruanda influenzava gli eventi in Congo. Temendo di tornare ad essere perseguitati, i Banyamulenge sarebbero diventati nuovamente la scintilla di un'altra esplosione di violenza. Così, scoppiò la seconda guerra del Congo.